# Garrotín

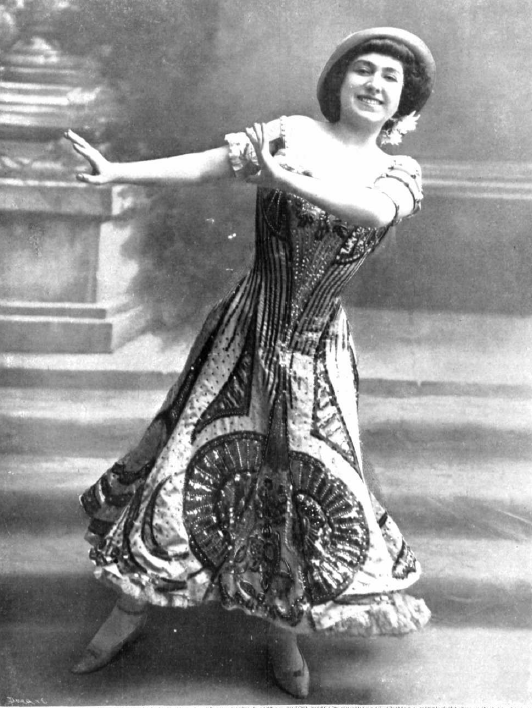
La cantante y actriz Julia Fons baila el garrotín en el Teatro Eslava en 1911, foto de Calvache

El garrotín es un palo flamenco procedente del folclore asturiano, pero se cree que fue desarrollado por los gitanos de Lleida y, más tarde, Barcelona. Con su vivaz ritmo de tango, y en modo mayor, el garrotín disfrutó de gran popularidad hasta que desapareció en la década de los treinta. Apropiadamente, fue una gitana catalana, Carmen Amaya, quien lo mantendría vivo y haría posible su recuperación en los setenta.
Es muy probable que haya llegado al flamenco por mediación de los gitanos catalanes, puesto que proviene del compás del tango. La canción está acompañada de un baile, y su período de auge fue a principios del siglo XX.
Sus estrofas están formadas por cuatro versos octosílabos, de los que riman el segundo y el cuarto, y repiten un estribillo entre ellos.